# Саманская хутия
Саманская хутия (лат. Plagiodontia ipnaeum) — вымерший вид грызунов из подсемейства хутиевых семейства щетинистых крыс. Обитал на острове Гаити на территории современных государств Доминиканская Республика и Республика Гаити.
Данный вид вымер в промежутке между 1536 и 1546 годами. Животные начали вымирать после прибытия на остров европейских переселенцев.
Судя по скелетным остаткам, данный вид был наибольшим в роде Plagiodontia.
Естественной средой его обитания были субтропические или тропические влажные равнинные леса.